# Sámuel Major
Sámuel Major (* 9. Januar 2002 in Debrecen) ist ein ungarischer Fußballspieler.

## Karriere

### Verein
Major begann seine Karriere beim Debreceni Vasutas SC. Im August 2017 wechselte er nach Österreich zum USK Anif. Noch im selben Monat kam er jedoch in die Akademie des FC Red Bull Salzburg. Im September 2019 kam er erstmals für die U-19-Mannschaft der Salzburger in der UEFA Youth League zum Einsatz.
Im Februar 2020 stand er gegen den SK Austria Klagenfurt erstmals im Kader des Farmteams FC Liefering. Im Juni 2020 debütierte er schließlich in der 2. Liga, als er am 24. Spieltag der Saison 2019/20 gegen den FC Wacker Innsbruck in der 61. Minute für Youba Diarra eingewechselt wurde. In zwei Jahren bei Liefering kam er insgesamt zu 35 Zweitligaeinsätzen, in denen er zwei Tore erzielte.
Im Januar 2022 wechselte er zum Bundesligisten FC Admira Wacker Mödling. Für die Admira kam er bis zum Ende der Saison 2021/22 zu sieben Einsätzen in der Bundesliga, aus der er jedoch mit seinem Verein zu Saisonende abstieg. Daraufhin verließ er die Niederösterreich nach einem Halbjahr wieder.
Danach kehrte er zur Saison 2022/23 in seine Heimat zum Debreceni Vasutas SC zurück.

### Nationalmannschaft
Major spielte 2017 mehrmals für die ungarische U-16-Auswahl. Im März 2019 spielte er gegen Norwegen erstmals für die U-17-Mannschaft. Mit dieser nahm er im selben Jahr an der EM teil, bei der man im Viertelfinale an Spanien scheiterte. Durch einen Sieg im Playoff gegen Belgien qualifizierten sich die Ungarn dennoch für die ebenfalls 2019 ausgetragene WM. Bei der EM kam Major in allen fünf Spielen Ungarns zum Einsatz und erzielte ein Tor.
Auch für die WM wurde er nominiert. Diese verlief jedoch wenig erfolgreich und Ungarn schied als Letzter der Gruppe B in der Vorrunde aus. Major kam wie bei der EM in allen Spielen seines Landes zum Einsatz und erzielte dabei ein Tor. Im August 2019 spielte er erstmals für die U-18-Auswahl. Im Oktober 2021 debütierte er in der U-21-Mannschaft.